# Hrabstwo Rockwall

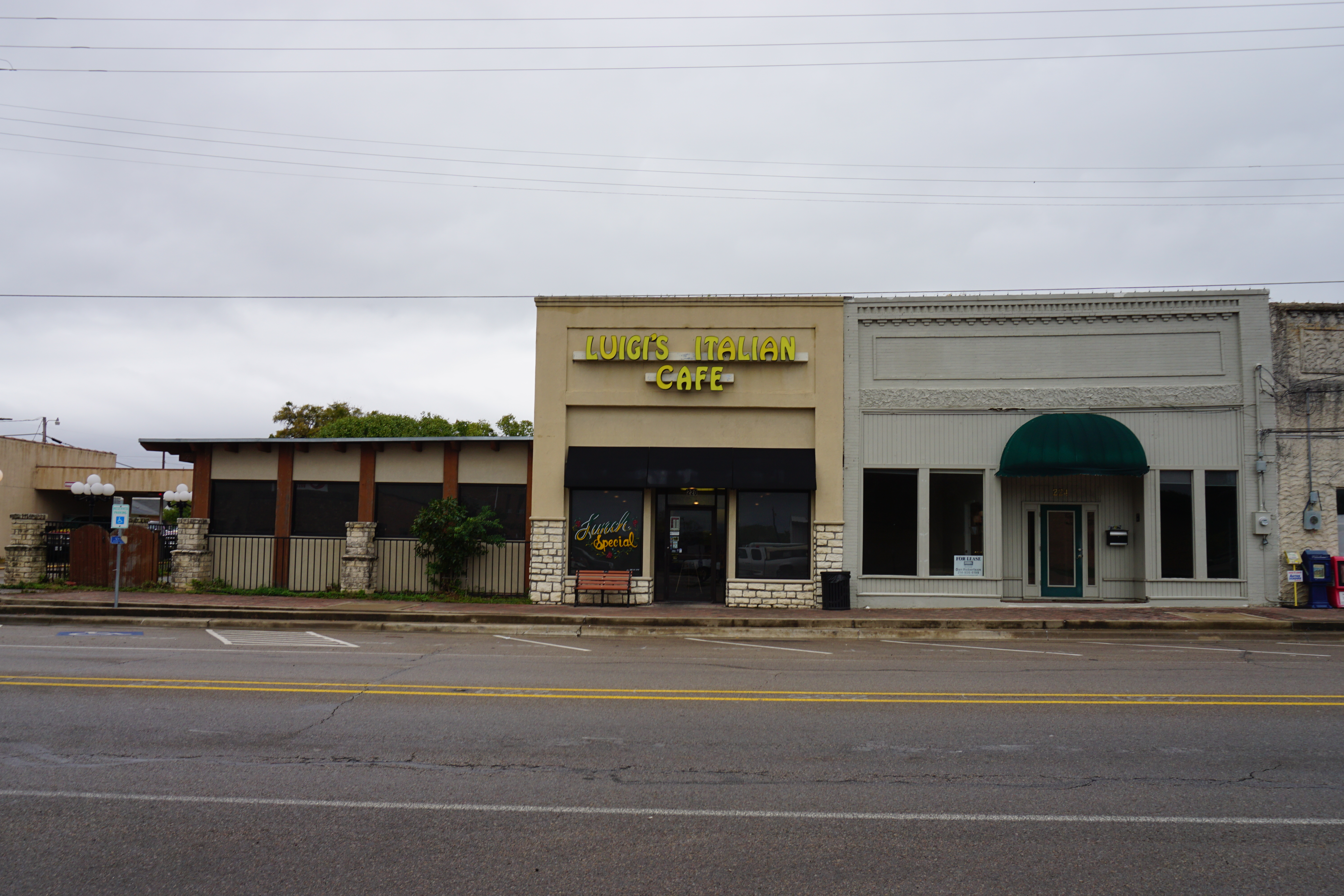
Włoska kawiarnia w Royse City

Hrabstwo Rockwall – hrabstwo położone w USA, najmniejsze pod względem powierzchni w Teksasie. Jest centralno–wschodnią częścią metropolii Dallas–Fort Worth. Utworzone w 1873 r. Siedzibą hrabstwa jest miasto Rockwall. 
Zostało wymienione przez US News jako drugie (po hrabstwie Kaufman) najszybciej rozwijające się hrabstwo USA, w latach 2022–2023. Liczy 131,3 tys. mieszkańców. 

## Gospodarka
Średni dochód gospodarstwa domowego (dane z 2022) w hrabstwie wynosi 121 303 dolarów, zaś dochód na mieszkańca 53 000 dolarów. 4,7% mieszkańców żyje poniżej relatywnej granicy ubóstwa.

## Sąsiednie hrabstwa
- Hrabstwo Collin (północ)
- Hrabstwo Hunt (wschód)
- Hrabstwo Kaufman (południe)
- Hrabstwo Dallas (zachód)

## Miasta
- Fate
- Heath
- McLendon-Chisholm
- Mobile City
- Rockwall
- Royse City

## Demografia
W latach 2010–2020 populacja hrabstwa wzrosła o 37,6% do 107,8 tys. mieszkańców. Według danych pięcioletnich z 2022 roku, do głównych ras należeli: biali nielatynoscy (66,7%), Latynosi (19,4%), rasy mieszanej (9,4%), czarni lub Afroamerykanie (7,7%), Azjaci (3,3%) i rdzenna ludność Ameryki (1%).
Do największych grup należały osoby pochodzenia: meksykańskiego (14,2%), angielskiego (13,3%), niemieckiego (11,2%), irlandzkiego (9,2%), afroamerykańskiego (7%), „amerykańskiego” (5,7%) i szkockiego lub szkocko–irlandzkiego (3,3%).

## Religia
Według danych spisowych z 2020 roku, większość mieszkańców to ewangelikalni protestanci (w zdecydowanej większości baptyści, zielonoświątkowcy, bezdenominacyjne zbory i campbellici). Kościół katolicki zrzeszając 13,5 tys. członków (12,5% mieszkańców) był drugą co do wielkości organizacją, ustępując jedynie Południowej Konwencji Baptystów. Ponad tysiąc członków posiadali także: metodyści i mormoni.